# العلاقات الغرينادية الكازاخستانية
العلاقات الغرينادية الكازاخستانية هي العلاقات الثنائية التي تجمع بين غرينادا وكازاخستان.

## مقارنة بين البلدين
هذه مقارنة عامة ومرجعية للدولتين:
| وجه المقارنة                                              | غرينادا                                | كازاخستان                      |
| --------------------------------------------------------- | -------------------------------------- | ------------------------------ |
| المساحة (كم2)                                             | 348                                    | 2.72 مليون                     |
| عدد السكان (نسمة)                                         | 107.83 ألف                             | 17.95 مليون                    |
| الكثافة السكانية (ن./كم²)                                 | 30.99 ألف                              | 6.6                            |
| العاصمة                                                   | سانت جورجز                             | نور سلطان                      |
| اللغة الرسمية                                             | لغة إنجليزية، إنكليزية غرنادة المولدة ‏ | اللغة القازاقية، اللغة الروسية |
| العملة                                                    | دولار شرق الكاريبي                     | تينغ كازاخستاني                |
| الناتج المحلي الإجمالي (بليون دولار)                      | 1.12 مليار                             | 159.41 مليار                   |
| الناتج المحلي الإجمالي (تعادل القوة الشرائية) بليون دولار | 1.45 مليار                             | 439.39 مليار                   |
| الناتج المحلي الإجمالي الاسمي للفرد دولار أمريكي          | 9.21 ألف                               | 10.51 ألف                      |
| الناتج المحلي الإجمالي للفرد دولار أمريكي                 | 12.43 ألف                              | 24.23 ألف                      |
| مؤشر التنمية البشرية                                      | 0.750                                  | 0.788                          |
| رمز المكالمات الدولي                                      | +1473                                  | +7                             |
| رمز الإنترنت                                              | .gd                                    | .kz، .қаз ‏                     |
| المنطقة الزمنية                                           | 00                                     | ت ع م+05:00، ت ع م+06:00       |

## منظمات دولية مشتركة
يشترك البلدان في عضوية مجموعة من المنظمات الدولية، منها:
| علم المنظمة | اسم المنظمة                               | تاريخ انضمام غرينادا | تاريخ انضمام كازاخستان |
| ----------- | ----------------------------------------- | -------------------- | ---------------------- |
|             | الاتحاد البريدي العالمي                   | ?                    | ?                      |
|             | يونسكو                                    | 17 فبراير 1975       | 22 مايو 1992           |
|             | البنك الدولي للإنشاء والتعمير             | 27 أغسطس 1975        | 23 يوليو 1992          |
|             | وكالة ضمان الاستثمار متعدد الأطراف        | 12 أبريل 1988        | 12 أغسطس 1993          |
|             | الاتحاد الدولي للاتصالات                  | 17 نوفمبر 1981       | 23 فبراير 1993         |
|             | منظمة الشرطة الجنائية الدولية             | ?                    | ?                      |
|             | مؤسسة التمويل الدولية                     | 28 أغسطس 1975        | 30 سبتمبر 1993         |
|             | الأمم المتحدة                             | 17 سبتمبر 1974       | 2 مارس 1992            |
|             | مؤسسة التنمية الدولية                     | 28 أغسطس 1975        | 23 يوليو 1992          |
|             | منظمة حظر الأسلحة الكيميائية              | ?                    | ?                      |
|             | المركز الدولي لتسوية المنازعات الاستشارية | 23 يونيو 1991        | 21 أكتوبر 2000         |

## وصلات خارجية
- موقع وزارة الخارجية الكازاخستانية